# Jacek Baluch
Jacek Bogdan Baluch, (17. března 1940 Krakov – 3. července 2019 Krakov) byl polský literární historik, překladatel z češtiny do polštiny a popularizátor české literatury, profesor na Jagellonské univerzitě v Krakově, člen polského PEN klubu.

## Život
V letech 1960–1961 studoval na Karlově univerzitě v Praze. Následně vystudoval českou filologii na Jagellonské univerzitě v Krakově (1962). V letech 1990–1995 byl velvyslancem Polské republiky v Československu a v České republice.
V roce 2016 spolu s Piotrem Gierowskim vydal česko-polský slovník literárních pojmů.

## Ocenění
- Řád znovuzrozeného Polska  důstojník (2014)[2]
- Řád znovuzrozeného Polska  rytíř (2001)[3]
- Řád bílého dvojkříže  III. třída (1998)[4]
- Medaile Za zásluhy  1. stupeň (1997)[5]

## Dílo
- Poetyzm : propozycja czeskiej awangardy lat dwudziestych, 1969
- Literatura czeska 1918-1968 : wykłady, 1973
- Drzewo się liściem odziewa (výběr staročeské milostné poezie), 1981
- Czescy symboliści, dekadenci, anarchiści przełomu XIX i XX wieku (antologie), 1983
- Język krytyczny F. X. Šaldy, 1982
- Kain według Hrabala, 2007
- Wiersz i przekład, 2007